# Бреймар
Брейма̀р (на английски: Braemar, на шотландски келтски: Bràigh Mhàrr) е село в област Абърдийншър, източна Шотландия. Това е второто по големина населено място по горното течение на река Дий в неофициалната главна страница на Дийсайд.
През първата събота на септември в Бреймар се състоят така наречените Хайланд игри (Highland Games), традиционно под патронажа на кралското семейство.
При преброяването на населението през 1891 г. 59,2% от жителите там посочват келтския за майчин език. Процентът на хората, които също владеели до определена степен езика бил значително по-голям. Последният човек, който посочва като роден език тамошния келтски диалект, умира през 1984 г.
Областта около Бреймар е католическа. Тленните останки на свети Андрей престояват за кратко в селото преди да бъдат пренесени в Сейнт Андрюс. Местната католическа църква го е посочила за неин покровител.
В Бреймар два пъти е измерена температура от -27.2oC – най-ниската в Обединеното кралство (на 11 февруари 1895 г. и на 10 януари 1982 г.).

## Външни прапратки
- ((en)) www.benravilious.com Архив на оригинала от 2009-07-14 в Wayback Machine.